# Macrodactylus peruanus
Macrodactylus peruanus är en skalbaggsart som beskrevs av Moser 1919. Macrodactylus peruanus ingår i släktet Macrodactylus och familjen Melolonthidae. Inga underarter finns listade i Catalogue of Life.